# Рижков (Брагінський район)
Рижков (біл. вёска Рыжкаў) — село (веска) в складі Брагінського району розташоване в Гомельській області Білорусі. Село підпорядковане Бурковській сільській раді і в ньому мешкає 177 осіб (2004).
Село Рижков розташоване на південному сході Білорусі, в південній частині Гомельської області - орієнтовне розташування, неподалік від районного центру Брагіна (за 18 кілометрів на північний захід).